# Jimmy Kelly (muzyk)
Jimmy Kelly, właśc. James Victor Kelly (ur. 18 lutego 1971 w Gamonal, w Hiszpanii jako Victor Jaime Kelly) – irlandzki piosenkarz, muzyk i kompozytor. Sławę zyskał śpiewając w zespole The Kelly Family.

## Życiorys

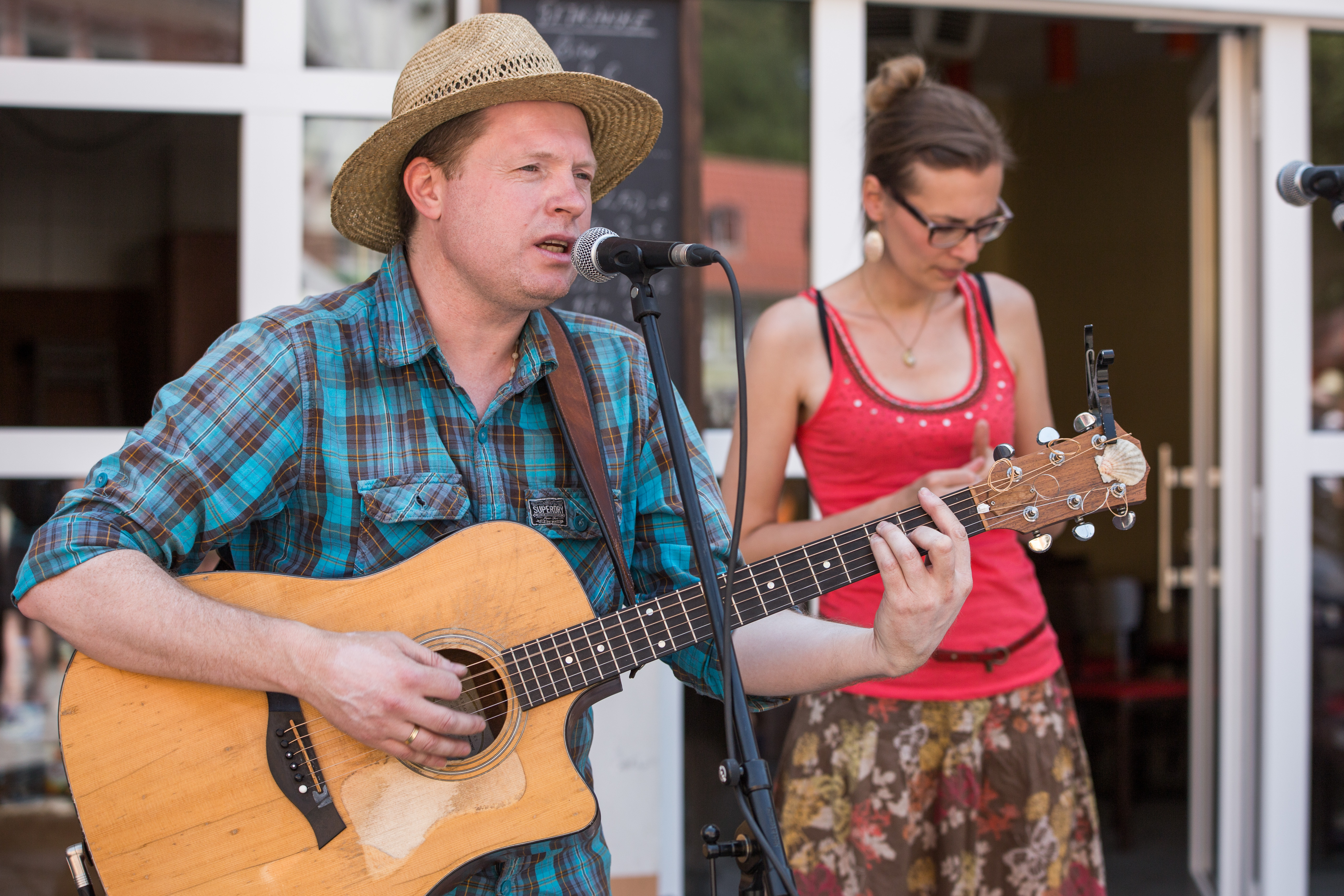
Jimmy Kelly ze swoją żoną Meike na festiwalu w Rudolstadt (2014)

Jimmy Kelly przyszedł na świat, jako siódme dziecko amerykańskiego nauczyciela Daniela Jeromego Kelly i amerykańskiej tancerki Barbary Ann, która umarła w Gamonal. Ma czworo rodzeństwa przyrodniego i siedmioro rodzeństwa pełnego. Kelly od małego podróżował i koncertował ze swoją rodziną, śpiewając na ulicach po całej Europie i Stanach Zjednoczonych. Dla zespołu The Kelly Family skomponował między innymi piosenki takie, jak Cover the road, Nanana, What’s a matter you people, So many troubles i Blood.
W 2005 wydał swój pierwszy album solowy pt. Babylon, w latach 2007–2017 koncertował na ulicach.
W marcu 2017, po 12- stu latach przerwy zespołu The Kelly Family nagrał ze swoim rodzeństwem nowy teledysk do piosenki „Nanana”. Od 2017 występuje ze swoim rodzeństwem.

## Życie prywatne
Kelly ożenił się 4 czerwca 2005 z Meike Höchst. Jest ojcem trójki dzieci, Aimée Benedicta Marii (ur. 9 sierpnia 2006), Máire Therese Seraphine (ur. 30 maja 2008) i Yeshua Fultona Jamesa (ur. 3 marca 2015).

## Dyskografia
Albumy solowe
- 2005: Babylon
- 2008: Roots
- 2009: Roots – Diggin’ Deeper
- 2010: The Hometown Sessions
- 2013: Viva la street
- 2014: Live in concert
- 2015: On the street

## DVD´s
- 2014: Live in concert – w teatrze Wilhelma w Stuttgarcie i porcie macierzystym w Berlinie